# Argozón (Chantada)
Argozón (llamada oficialmente San Vicente de Argozón) es una parroquia española del municipio de Chantada, en la provincia de Lugo, Galicia.

## Organización territorial
La parroquia está formada por diez entidades de población, constando nueve de ellas en el nomenclátor del Instituto Nacional de Estadística español:
- Amorín*
- Amorín de Abaixo
- Amorín de Arriba
- Ansemil
- Cotobade
- Ferreiros
- Freán
- Gordón
- Quinzán das Peras
- San Vicente
- Vilameá

## Demografía
| Gráfica de evolución demográfica de Argozón entre 2000 y 2019 |
|                                                               |
| Datos según el nomenclátor publicado por el INE.              |